# Râle des Moluques
Amaurornis moluccana
Espèce
Statut de conservation UICN

 LC  : Préoccupation mineure
Le Râle des Moluques (Amaurornis moluccana) est une espèce d'oiseaux de la famille des Rallidae. Elle était et est encore parfois considérée comme une sous-espèce du Râle des Philippines (A. olivacea).

## Répartition
Cette espèce vit en Indonésie, en Papouasie-Nouvelle-Guinée, en Australie et aux îles Salomon.